# 4660 Nereus
4660 Nereus este un asteroid din grupul Apollo, descoperit pe 28 februarie 1982 de Eleanor Helin.